# Graphis saxicola
Graphis saxicola är en lavart som först beskrevs av Johannes Müller Argoviensis, och fick sitt nu gällande namn av A. W. Archer. Graphis saxicola ingår i släktet Graphis och familjen Graphidaceae.   Inga underarter finns listade i Catalogue of Life.